# QPS研究所
株式会社QPS研究所（キューピーエスけんきゅうしょ英: Institute for Q-shu Pioneers of Space,Inc.、通称:iQPS）は小型SAR衛星を開発、運用し、衛星データを提供するとともに、衛星データを活用したインフラ管理業務の高度化・効率化や新たなサービス創出を目指す、ソリューションサービスを提供する九州大学発の宇宙ベンチャー企業。2025年（令和7年）7月11日に開催された取締役会で、同年8月26日開催予定の定時株主総会における承認等の所定の手続きを経た上で、同年12月1日を効力発生日とする単独株式移転により、持株会社の「株式会社QPSホールディングス」の設立を決議した。
⼩型合成開口レーダー（SAR）衛星を開発し、観測したデータを販売している。また、衛星データとディープラーニングを活用し、インフラ老朽化の検知、農業、海洋・漁業等の効率化や物流の効率化、災害時の迅速な状況把握、自動運転向けの高頻度高精細3Dマップの実現を目指している。衛星データを活用した企業・政府向けのソリューションの提供をスカパーJSATや日本工営ら代理店に委託している。

## 歴史
1995年（平成7年）、九州大学で八坂哲雄の下で50cm級の小型衛星の開発を始めた。
1998年（平成10年）、テザーダイナミクス研究衛星を開発。
2003年（平成15年）、オーロラ帯磁化プラズマ観測衛星を開発。
2005年（平成17年）6月15日、「九州発の小型衛星」を作ることを目指して任意団体として活動を続けてきたQPS（Q-shu Piggyback Satellite）研究会の中から、九州大学の学生達を中心とするQTEXプロジェクトの支援事業などが本格化するのに対応してQPS研究所を設立。
2009年（平成21年）、九州大学と協力体制の小型人工衛星QSAT-EOSプロジェクトが文部科学省超小型衛星開発事業に採択された。
2013年（平成25年）10月に、同年4月に九州大学大学院航空宇宙工学専攻博士課程を修了した大西俊輔が入社。創業者の一人である八坂哲雄はQPS研究所に入社することを賛成したが、残りの創業者の桜井晃と舩越国弘には「大企業に行った方が良い」と反対されたと言う。それでも大西は入社したいと説得をした所、半年後に社長になることを条件に入社が決まった。
2014年（平成26年）11月6日、ロシアのオレンブルク州ヤースヌイ宇宙基地から小型人工衛星「つくし」（QSAT-EOS）を打ち上げ、成功させた。
2017年（平成29年）、シリーズAラウンドで九州最大規模の総額23.5億円の資金調達が行われた。
2019年（令和元年）7月8日、内閣府より、「衛星リモートセンシング記録の適正な取扱いの確保に関する法律（平成28年法律第77号）」(通称 衛星リモートセンシング法)に基づく「衛星リモートセンシング装置使用許可」の認可を宇宙ベンチャー企業としては初めて認可された。
同年9月2日、QPS-SARに愛称を付けることを発表、初号機は「イザナギ」、2号機は「イザナミ」となった。古事記においてイザナギとイザナミは日本を作った神様とされており、この衛星が「日本発」であり、会社の名前の一部の「九州(Q-shu)」の高千穂が天孫降臨の地であることを考慮した。さらに、この2機の衛星からQPS研究所の創り出す衛星ならびに世界が始まるという意味も込められている。

### QPS-SAR PROJECT
このプロジェクトでは衛星の軌道によって名前が付けられている。将来的には全ての衛星を傾斜軌道に投入する計画となっている。

### 衛星一覧
| 衛星名                   | 打上ロケット                  | 射場                      | 打上日         | 結果       | 運用終了日     | 軌道               | 高度  | 傾斜角    | 備考 |
| ------------------------ | ----------------------------- | ------------------------- | -------------- | ---------- | -------------- | ------------------ | ----- | --------- | --- |
| QPS-SAR1号機 イザナギ    | PSLV C48                      | サティシュ・ダワン        | 2019年12月11日 | 部分的成功 | 2024年10月3日  | 中傾斜軌道         | 575km | 37°       | 日本初の100kg台小型SAR衛星、画像化には至らず |
| QPS-SAR2号機 イザナミ    | ファルコン9「Transporter-1」  | ケープカナベラル          | 2021年1月25日  | 成功       | 2024年4月12日  | 太陽同期準回帰軌道 | 525km | 97°       | シリーズで初めてファーストライト（初画像）の取得に成功、12月より画像販売を開始                                                                                         |
| QPS-SAR3号機 アマテル-Ⅰ  | イプシロンロケット6号機       | 内之浦                    | 2022年10月12日 | 失敗       | 失敗の為なし   | 太陽同期軌道       | 560km | 97.6°     | 2段目と3段目の分離可否判断の時点で目標姿勢からズレが生じ、地球を周回する軌道に投入できないと判断され指令破壊                                                           |
| QPS-SAR4号機 アマテル-Ⅱ  | イプシロンロケット6号機       | 内之浦                    | 2022年10月12日 | 失敗       | 失敗の為なし   | 太陽同期軌道       | 560km | 97.6°     | 2段目と3段目の分離可否判断の時点で目標姿勢からズレが生じ、地球を周回する軌道に投入できないと判断され指令破壊                                                           |
| QPS-SAR6号機 アマテル-Ⅲ  | ファルコン9「Transporter-8」  | ヴァンデンバーグ          | 2023年6月13日  | 成功       | 2024年11月17日 | 太陽同期軌道       | 540km | 97°       | 初の商用機、FPGAを用いた「軌道上画像化装置」を搭載。スラスターの不具合により2024年11月に運用終了。なお、大気圏突入直前まで画像データを取得し続けていた事が分かっている |
| QPS-SAR5号機 ツクヨミ-Ⅰ  | エレクトロン                  | ロケット・ラボ第1発射施設 | 2023年12月15日 | 成功       | 2024年8月31日  | 中傾斜軌道         | 575km | 42°       | 中傾斜軌道としては初の商用機で、初の専用便による打上げ。2024年9月に偶発的な放射線の入射により劣化し、衛星側の送信部に不具合が生じた                                    |
| QPS-SAR7号機 ツクヨミ-Ⅱ  | ファルコン9「Bandwagon-1」    | ケネディ                  | 2024年4月8日   | 成功       | 運用中         | 中傾斜軌道         | 590km | 45.4±0.1° | |
| QPS-SAR8号機 アマテル-Ⅳ  | ファルコン9「Transporter-11」 | ヴァンデンバーグ          | 2024年8月17日  | 成功       | 運用中         | 太陽同期軌道       | 597km | 97.75°    | |
| QPS-SAR9号機 スサノオ-Ⅰ  | エレクトロン                  | ロケット・ラボ第1発射施設 | 2025年3月15日  | 成功       | 運用中         | 中傾斜軌道         | 575km | 42°       | 5号機以来の専用便による打上げ |
| QPS-SAR10号機 ワダツミ-Ⅰ | エレクトロン                  | ロケット・ラボ第1発射施設 | 2025年5月17日  | 成功       | 運用中         | 中傾斜軌道         | 575km | 42°       | オンボード高精度単独測位技術技術の軌道上実証機 |
| QPS-SAR11号機 ヤマツミ-Ⅰ | エレクトロン                  | ロケット・ラボ第1発射施設 | 2025年6月12日  | 成功       | 運用中         | 中傾斜軌道         | 575km | 42°       | |

### QPS-SAR 1号機 「イザナギ」
日本初の100kg台小型SAR衛星の「イザナギ」は、将来の可視化データ解析ビジネスのための実証機として2019年（令和元年）12月11日18時55分（日本時間）にインドのサティシュ・ダワン宇宙センターにて、PSLVに乗せて打ち上げられた。打ち上げは無事に成功した。
打ち上げの当日には福岡県庁ロビーでパブリックビューイングが開催され、衛星の開発した九州の地場企業や地元の小中学生など約500人が集まった。
高度は575kmで周期は90分、傾斜角は37°の軌道に乗った。
翌日12月12日早朝にイザナギと初交信に成功し、12月16日にアンテナの展開に成功、12月18日にはレーダーの使用を開始した。
初の試みづくしだったイザナギは衛星機能の95%の成功を確認することができたが、最後に一部不具合が見つかり、最終ステップのデータの画像化には至らなかった。そのため、2号機では改良に取り組むこととなった。
同年12月25日、国立研究開発法人宇宙航空研究開発機構（JAXA）とQPS-SAR1号機の「イザナギ」の状態を観測するための共同研究契約を締結した。JAXAの60cm望遠鏡を使用して、イザナギの姿勢や運動状態を確認することが目的で、これにより「イザナギ」の状態確認の正確性を上げることが可能になった。
2020年（令和2年）2月26日に、宇宙航空研究開発機構(JAXA)とJAXA宇宙イノベーションパートナーシップ（J-SPARC）のもと、小型SAR衛星による準リアルタイムデータ提供サービスについて、協力して事業コンセプトの共創をすることを発表した。
同年5月27日に、九州電力とQPS-SAR衛星の観測データを活用したインフラ管理や災害時の被害状況の把握など、幅広い用途へ適用することについて検討を開始するために覚書を締結した。
同年11月5日に、既存株主からの資金調達と株式会社日本政策金融公庫からの融資を合わせて総額8億6500万円の資金調達を実施したことを発表。これまで調達した累計総額は約33億円となった。今回調達した資金は2022年に打ち上げが予定されているQPS-SAR3号機から6号機の先行開発と、足長部材の先行手配等の資金に使用される予定。

### QPS-SAR 2号機 「イザナミ」
1号機での結果を受け改良を加えられたQPS-SAR2号機の「イザナミ」は、2021年（令和3年）1月25日0時00分（日本時間）にアメリカ合衆国フロリダ州ケープカナベラルのメリット島にあるケープカナベラル宇宙軍施設から、SpaceXのファルコン9によって打ち上げられた。打ち上げは無事に成功し、同日1時14分に高度525kmの太陽同期準回帰軌道に軌道投入された。
コロナ禍による影響により、打ち上げの際はオンラインのパブリックビューイングが開催され、深夜にも関わらず800人以上が同接し、新聞やテレビやウェブの記事で取り上げられた。
同日の朝に初交信に成功し、1月30日の朝に収納型アンテナの展開を成功させた。そしてファーストライト（初画像）の取得に向けた衛星機器の調整を続けて、同年2月19日の14時9分（日本時間）にファーストライトの取得に成功した。初画像ながらいきなり小型SAR衛星としては日本初のアジマス（ここでは衛星の進行方向のこと）分解能1.8mであった。記念すべき初画像は、アメリカ合衆国のカリフォルニア州のサンフランシスコであった。高層ビル群やサンフランシスコ港の船舶と積み込まれる車を鮮明に写していた。さらに、同年5月13日には小型SAR衛星において日本初のレンジ（衛星のマイクロ波を照射する方向。もしくは、衛星の進行と直交する方向のこと）分解能0.7mの高分解能かつ精細な画像の取得に成功した。
2021年（令和3年）6月22日、「福岡市実証実験フルサポート事業「宇宙」採択プロジェクト」に採択された。
翌日の6月23日に、小型SAR衛星コンステレーションによる準リアルタイムでの画像提供がもたらす、新たな価値の創出及び社会課題解決への衛星データ利用の拡大に向けて九州電力、JAXAとJ-SPARC事業共同実証を開始した。
同年の12月9日にシリーズBファーストクローズとして、総額38.5億円の資金調達を実施した。この資金はQPS-SAR衛星3号機から6号機、また7号機以降の開発・運用の資金として使用する予定であると発表した。
同日にスカパーJSAT、日本工営と衛星データ事業で戦略的業務提携することを発表した。
2022年（令和4年）2月8日に、前年の12月に実施されたシリーズBファーストクローズに続いて、シリーズBセカンドクローズで追加で約10.5億円の資金調達を実施した。これでファーストクローズと合わせて49億円の資金調達に成功した。なおシリーズAラウンドと合わせると約82.5億円となった。
今回の資金調達の目的はファーストクローズと同じである。
同年3月18日に、第5回宇宙開発利用大賞にて最高位の内閣総理大臣賞を受賞した。
同年4月12日に、内閣府の宇宙開発利用加速化戦略プログラム（スターダストプログラム）内の「令和4年度　小型SAR衛星コンステレーションの利用拡大に向けた実証」に採択された。落札額は2億8480万円（税抜）で、納期は2023年5月期中である。
同年4月19日に、小型SAR衛星QPS-SAR3、4号機の打ち上げに関して、IHIエアロスペースと契約を締結したことを発表した。同時に、2022年度中にイプシロンロケット6号機に乗せて打ち上げる予定であることも発表した。
さらに同年5月6日には、小型SAR衛星QPS-SAR5号機の打上げに関して、ヴァージン・オービットと契約し、2023年初頭にアメリカ合衆国のカリフォルニア州モハーヴェ空港からランチャーワンに乗せて打ち上げられる予定であることを発表した。
同年7月22日に、スカパーJSAT、ゼンリン、日本工営、QPS研究所 による2021年6月に採択された、福岡市実証実験フルサポート事業 「宇宙」採択プロジェクトの衛星データを活用した、ため池モニタリング実証で有効性を確認したことを発表した 。
同年8月8日に、小型SAR衛星3号機および4号機の打ち上げについて詳細が発表された。
2022年（令和4年）10月7日の9時47分頃〜9時58分頃に内之浦宇宙空間観測所から打ち上げられ、高度約560km、軌道傾斜角は97.6°で95分周期の太陽同期軌道に投入する予定である事が発表された。
翌日の8月9日に、高精度な海氷情報を活用した船舶の運航を支援するサービス創出に向けて、ウェザーニューズ、九電ビジネスソリューションズ（現Qsol）、九州電力と共同実証することを発表した。

### QPS-SAR 3号機 「アマテル-I」、4号機 「アマテル-II」
「アマテル」の名前の由来は天空を照らす太陽神である天照大神の別称からである。
QPS-SAR 3号機 「アマテル-I」、4号機 「アマテル-II」は、2022年（令和4年）10月12日9時50分43秒（日本標準時）に内之浦宇宙空間観測所からイプシロンロケット6号機に乗せて打ち上げられた。しかし、2段目と3段目の分離可否判断の時点で目標姿勢からズレが生じてしまい、地球を周回する軌道に投入できないと判断され、9時57分11秒にロケットに指令破壊信号が送られた。
同年の12月13日に、国立研究開発法人宇宙航空研究開発機構（JAXA）が調達する「超小型LバンドSAR衛星の検討及び試作試験」に関する研究開発契約を締結したことを発表した。この契約では、衛星2機よる協調観測の技術実証を目的とした超小型SAR衛星の検討及び試作・試験を行うことを目的としている。
同年12月15日に、小型SAR衛星6号機の打上げに関して、SpaceXと契約を締結したことが発表された。
翌日の12月16日、JAXAの「小型技術刷新衛星研究開発プログラムの新たな宇宙利用サービスの実現に向けた2024年度軌道上実証に係る共同研究提案要請」に提案が採択されたことを発表した。
2023年（令和5年）3月1日に、防衛省の「HGVや地上の観測に資する小型衛星システムの機能等の向上に関する調査研究」を落札した。落札額は1980万円（税抜）である。
同年3月9日に、総額約10億円の資金調達を実施したことを発表した。これまでの資金調達の累計総額は約92.5億円となった。今回調達した資金は衛星の大量生産体制を整えるための新工場の増設、そしてQPS-SAR8号機以降の開発・運用のために使用する予定である。
同年3月22日、内閣府の令和5年度「小型SAR衛星コンステレーションの利用拡大に向けた実証」に前年度に引き続き採択された。落札額は15億3890万円（税抜）で、納期は2024年5月期中である。
同年3月31日に、2023年初頭に予定していたQPS-SAR5号機の打ち上げの契約先であるヴァージン・オービットの状況の変更を受けて、打ち上げに関して調整中であることを発表した。ヴァージン・オービットは3月に入って資金難が報じられ、同年4月4日に日本の民事再生法に相当する連邦倒産法第11章を適用し経営破綻した。
同年6月8日に、鹿児島県立楠隼中高一貫教育校の楠隼高の「シリーズ宇宙学」の一環で、全国初の宇宙スタートアップ・企業と体系的な連携・協力した新たな人材育成プログラムを始動することを発表した。

### QPS-SAR 6号機 「アマテル-III」
QPS-SAR 6号機の「アマテル-III」は、2023年（令和5年）6月13日6時35分（日本時間）にアメリカ合衆国カリフォルニア州サンタバーバラ郡にあるヴァンデンバーグ宇宙軍基地から、SpaceXの「ファルコン9」に乗せて打ち上げられた。打ち上げは無事に成功し、7時54分（日本時間）に高度540kmで軌道投入された。オンライン配信会場では、QPS研究所のパートナー企業の14社から25名が集まった。オンライン・パブリックビューイングでも多くの人に見守られた。同日の9時30分頃には、初交信に成功した。衛星の各機器が正常に作動し、衛星の健康状態が良いことを確認できた。
打ち上げから約21時間後の6月14日3時半頃（日本時間）に、収納型アンテナの展開を無事に成功させた。
同年7月9日0時5分（日本時間）に、ファーストライトの取得に成功した。ファーストライトでは大阪府大阪市の大阪湾から下部の堺泉北港にかけて観測。数多のコンテナやユニバーサル・スタジオ・ジャパンを映した。QPS研究所の衛星2号機「イザナミ」が持っていた、民間のSAR衛星として日本最高精細の記録（レンジ分解能において）を上回ることになる、アジマス分解能1.8m、レンジ分解能46cmを実現させた。
7月20日17時54分（日本時間）には、自らが記録した民間のSAR衛星として日本最高精細の記録を高精細モード（スポットライトモード）にてアジマス分解能、レンジ分解能の両方とも更に上回るアジマス分解能46cm、レンジ分解能39cmの画像取得に成功した。
翌日の7月21日にQPS-SAR6号機に搭載したFPGAを用いた「軌道上画像化装置（FLIP）」において、SARデータの軌道上での画像化に成功した。この装置は、従来は地上の計算機で行っていたデータ処理を、高速処理が可能なFPGAに適したアルゴリズムに書き換えてファームウェア化することにより衛星搭載用の装置として実現した。これにより高速（23秒）で画像化することができ、さらに圧縮処理することで、地上への送信データ量を生データ送信時の1/1000以下（0.0845%）に圧縮することができた。
2024年（令和6年）2月6日、QPS-SAR6号機「アマテル-Ⅲ」に搭載されたFPGAを用いた「軌道上画像化装置（FLIP）」において、撮像した合成開口レーダ（SAR）データの軌道上画像化に成功した。これによってユーザーがリクエストしてからSAR画像提供までの即応性がより高まることが見込まれ、新たな価値の創出、社会課題解決の可能性、新しいビジネス展開に期待ができるようになった。
2023年（令和5年）7月5日に、NTTグループとスカパーJSATの合弁会社である株式会社Space Compassのリアルタイム、大容量の光データ伝送サービス活用について本格的に検討することを発表した。
同年7月18日、スカパーJSATと小型衛星運用業務に係る協業を開始する契約を締結した。30年以上の衛星運用実績のあるスカパーJSATとの協業により、日本企業発の衛星コンステレーションの早期実現を目指す。
同年7月26日に通信機器のスぺシャリストのシンガポールのAddvalue Innovation社が、QPS-SAR6号機に搭載された衛星間データ中継システム（IDRS）の運用に成功したことを発表した 。
同年8月18日、QPS-SAR衛星5号機の打ち上げについて、アメリカのRocket Lab（ロケット・ラボ）と契約を締結したことを発表した。Rocket Labのロケットのエレクトロンによって2023年9月以降にニュージーランドマヒア半島のロケット・ラボ第1発射施設から打ち上げられ、軌道投入される予定である。5号機は中傾斜の新しい軌道に入る予定のため、「ツクヨミ-I」と名付けられた。
同年10月23日に、経済産業省が実施している「革新的な研究開発を行う中小企業、スタートアップ等による研究開発を促進し、その成果を国主導の下で円滑に社会実装し、我が国のイノベーション創出を促進するための制度」（SBIR制度）において、宇宙分野（地球観測）中、事業テーマ「衛星リモートセンシングビジネス高度化実証」を対象とした大規模技術実証事業（フェーズ3事業）に採択された。採択金額（補助上限額）は41億円である。
同年10月31日には中小企業基盤整備機構による革新的技術研究成果活用事業円滑化債務保証制度を活用し、シンジケートローンによる総額50億円の融資契約（期間は5年）を締結した。
2023年（令和5年）12月6日、東京証券取引所グロース市場に上場。宇宙分野としては同年4月12日に上場したispaceに次ぐ2社目の上場となった。
同年12月14日に、QPS-SAR5号機「ツクヨミ-I」の打ち上げの日程を設定したことを発表。12月15日13時〜15時（日本時間）にRocket rabのエレクトロンによって打ち上げられる予定で、衛星の名前の由来である日本神話の月読命（ツクヨミノミコト）にちなみ、ミッションネームは”The Moon God Awakens”（月の神の目覚め）と名付けられた。

### QPS-SAR 5号機 「ツクヨミ-Ⅰ」
QPS-SAR 5号機の「ツクヨミ-Ⅰ」は、2023年（令和5年）12月15日13時5分（日本時間）にニュージーランドのマヒア半島のロケット・ラボ第1発射施設から、Rocket Labのロケットのエレクトロンに乗せて打ち上げられた。打ち上げは無事に成功し、14時2分に高度約575kmの中傾斜軌道に軌道投入された。その約40分後に初交信に成功した。衛星の各機器が正常に作動しており、衛星の健康状態が良いことを確認できた。
翌日の朝、収納型アンテナの展開を実行した。その後の機器の動作情報ならびにジャイロなどのセンサー類、アンテナの一部を撮影した衛星のセルフィー画像を総合的に検討した結果、無事にアンテナが展開されたことを確認した。2024年（令和6年）1月13日19時44分（日本時間）、ファーストライトの取得に成功した。ファーストライトでは福岡県北九州市関門海峡付近を撮影。北九州市門司区から山口県下関市にかけて観測され、行き交う船舶や港湾のクレーンも鮮明に確認された。
同年1月24日13時30分（日本時間）には、高精細モード（スポットライトモード）による取得画像が取得された。アジマス分野能は46cm、レンジ分解能は観測条件によって変動する。
同年9月4日に、5号機の衛星側の送信部に不具合が生じたことが判明した。これにより今後の継続的な運用に支障が生じる見込みとなった。宇宙空間に存在する放射線の影響を偶発的に受けた電気系統の故障が原因と考えられたため、打ち上げ前の衛星に対する冗長性を付加するなどの改良や打ち上げ済みの衛星に対する運用の改善の実施を発表した。なお受注済の案件は他の衛星による画像データの取得により充足できる見込みである。
2023年（令和5年）12月22日に、東京海上日動火災保険と、同社のリスクマネジメント・デジタルプラットフォーム内のリスク管理情報機能（TM-GRS）において、衛星データを活用したサービス開発に向けて協業を開始したことを発表した。
同年12月29日に、10月31日及び11月17日開催のQPS研究所の取締役会において決議された普通株式133万7700株の第三者割当増資について、割当先であるSMBC日興証券から割当に応じる旨の通知があった。東京証券取引所グロース市場への上場に伴う公募による新株式発行に関連してSMBC日興証券を売出人としてオーバーアロットメントによる売出しを行った。この第三者割当増資はオーバーアロットメントによる売出しに関連して、株主の大西俊輔よりSMBC日興証券が借り入れた普通株式の返却を目的として行われる。払込は2024（令和6年）1月9日に行われ、株式は1月11日に返却される。これにより大西俊輔は筆頭株主に復帰した。この第三者割当増資による手取り概算額4億7828万6000円は、公募による国内販売の手取り概算額25億6972万4000円及び海外販売の手取り概算額6億226万9000円と合わせて小型SAR衛星の製造費用に充当する予定。
2024年（令和6年）1月1日16時10分（日本標準時）に発生した、令和6年能登半島地震を受けて、QPS-SAR衛星で観測した能登半島エリアの画像を国の行政機関や報道機関に提供したことを発表した。さらに二次、三次災害対策として安全に行動するための情報として活用してもらうために観測を続けていくと表明した。
同年1月22日、機関投資家や証券アナリストを対象とした2024年5月期第2四半期決算説明会を開催した。
同年2月7日に、衛星コンステレーション構築に向けて事業拡大に対応するために2023年より予定していた工場の増設について、福岡県早良区百道浜地区の旧産学官連携施設の一棟貸し施設に新たな研究開発拠点を作ることを発表した。
同年2月23日に、福岡県福岡市博多区中洲のアクア博多で個人投資家向けのIRセミナーを開催した。
同年3月1日に、防衛省から「宇宙領域の活用に必要な共通キー技術の先行実証に向けた衛星の試作」として56億4900万円（税抜）の大型発注があったことを発表した。納期は4年後の2028年5月期中である。
同日に「投資家の皆さまより寄せられたご質問及び回答内容公開のお知らせ」を公開した。
同年3月12日に、QPS-SAR7号機「ツクヨミ-Ⅱ」の打ち上げについてSpaceXと契約を締結したことを発表した。2024年4月以降にSpaceXのファルコン9の「Bandwagon-1」に乗せて高度550〜605kmの中傾斜軌道に投入される予定である。
同年4月5日に、内閣府の令和6年度 小型SAR衛星コンステレーションの利用拡大に向けた実証（その1）を落札したことを発表した。落札額は15億3800万円（税抜）で、納期は2025年5月期中である。これで令和4年度、令和5年度に続いて3年連続でQPS研究所が落札した。
翌日の4月6日にQPS-SAR7号機の打ち上げ日程が決まり、4月8日8時16分（日本時間）となった。打ち上げ射場はアメリカ合衆国フロリダ州のケネディ宇宙センターに決まった。

### QPS-SAR 7号機 「ツクヨミ-Ⅱ」
QPS-SAR 7号機の「ツクヨミ-Ⅱ」は、2024年（令和6年）4月8日8時16分（日本時間）にアメリカ合衆国フロリダ州のケネディ宇宙センターの発射場39A（LC-39A）でSpaceXのファルコン9の「Bandwagon-1」に乗せて打ち上げられた。打ち上げは無事に成功し、10時2分（日本時間）に予定されていた軌道に投入された。その1時間後に初交信に成功した。衛星の各機器が正常に作動しており、衛星の健康状態が良いことを確認できた。
同日の深夜に収納型アンテナの展開を実行したことを発表した。機器の動作情報ならびにジャイロなどのセンサー類、アンテナの一部を撮影した衛星のセルフィー画像を総合的に検討した結果、アンテナを無事に展開したことを確認できた。
同年5月14日10時43分（日本時間）に、ファーストライトの取得に成功した。ファーストライトでは鹿児島県鹿児島市の鹿児島中央駅や天文館などの都心部と桜島の裾野に広がる植生、鹿児島湾（海面）が観測された。
同年5月16日15時34分（日本時間）には、高精細モード（スポットライトモード）による取得画像が取得された。アジマス分野能は46cm、レンジ分解能は観測条件によって変動する。取得画像ではフランスパリの市街中心を流れるセーヌ川やブローニュの森の植生、エッフェル塔をはじめセーヌ川の先のトロカデロ広場、シャイヨ宮が鮮明に映されており、エトワール凱旋門から放射状に広がる街並み、集合住宅やその建物を入った先の共同中庭などが観測された。
同年4月12日に、2024年5月期 第3四半期決算が発表された。第3四半期（非連結）実績は売上高は前期比+174%の10億2200万円で、営業利益は売り上げを大きく伸ばしたことで、1億1100万円の黒字となり黒字転換した。経常損益では前期比+3億1800万円の▲500万円、純損益は前期比+10億9600万円の▲800万円となった。
2024年5月期の通期業績予想は売上高は前期比+13.3%の16億4000万円、営業利益は前期比+7億6000万円の2億9000万円となり黒字転換。経常利益は前期比+8億4900万円の1億4000万円となり黒字転換、純利益は前期比+8億5300万円の1億4000万円となり黒字転換を果たした。理由は商用機の安定稼働により、計画時点の不確実性がほぼ解消されたことによる。この文書中で、QPS-SAR8号機と9号機の打ち上げについて契約先は非公開だが、打ち上げ事業者と締結済みであると発表した。
同日にQPS-SAR2号機の「イザナミ」の軌道高度の低下に伴って、運用終了措置を実施したことを発表した。
同年4月17日に、QPS-SAR8号機「アマテル-Ⅳ」の打ち上げについて、SpaceXと契約を締結したことを発表。2024年7月以降にファルコン9「Transporter-11」に乗せて打ち上げ、太陽同期軌道へ投入される予定である。当初は2024年5月までを目標としていたが、計画には大きな影響は出ない。
同年4月25日に、衛星データサービス企画株式会社、ハイテックスと共に、国土交通省「中小企業イノベーション創出推進事業（SBIR）」の、「災害に屈しない国土づくり、広域的・戦略的なインフラマネジメントに向けた技術の開発・実証」分野に関し、公募テーマ④「次世代機器等を活用した河川管理の監視・観測の高度化に資する技術開発」と、テーマ⑤「次世代機器等を活用した道路管理の監視・観測の高度化に資する技術開発」の補助対象事業に応募し、採択されたことを発表した。補助金は合計3億3000万円。事業期間は2028年3月となった。
同年5月20日、新たに防衛省から、「宇宙領域の活用に必要な共通キー技術の先行実証に向けた衛星の打上げ」を15億6500万円（税抜）で受注したことを発表。
同年5月31日に、「投資家の皆さまより寄せられたご質問及び回答内容公開のお知らせ」を公開した。
同年6月13日から、昨年度に続き鹿児島県立楠隼中高一貫教育校の楠隼高の「シリーズ宇宙学」の一環として、宇宙ビジネス人材の育成を目指した特別講義を実施することが決まった。2024年は全5回に増やし（2023年は全4回）、講義内容も衛星・データ関連のみならず「ロケットのまち」である肝付町にも相応しいロケットに係る内容も追加されることになった。
同年6月19日に、日本取引所グループが東証株価指数（TOPIX）の新たな見直しを公表し、これまでプライム市場の上場銘柄が対象だったが、2026年（令和8年）10月からスタンダードやグロースにも対象を拡大し、銘柄の定期入れ替えを実施する予定となった。その中でQPS研究所も参入対象に含まれていることが判明した
。
同年7月12日に、2024年5月期 本決算が発表された。本決算（非連結）実績は売上高は前期比+344%の16億5300万円で、営業利益は売り上げを大きく伸ばしたことで、第3四半期の予想を17.5%上回る前期比+6億5500万円の3億4100万円の黒字となり黒字転換した。経常利益では第3四半期の予想を47.9%上回る前期比+5億3000万円の2億700万円、純損益は第3四半期の予想では黒字転換予想であったが、前期比+6億7800万円の▲4億2700万円で赤字縮小となった。理由は7月8日に行われた社内報告で、QPS研究所初の商用機となったQPS-SAR6号機「アマテル-Ⅲ」が、スラスター（姿勢制御や軌道の微修正などに使うもの。人工衛星の寿命は地球低軌道以外はほぼスラスターの寿命で決まる。）の不具合により2024年12月までに地球観測に必要な高度が維持出来なくなる可能性が極めて高くなることを確認したため、12月までに償却される簿価を残して減損損失5億8200万円を特別損失として計上した。なお、5号機と7号機においては軌道投入の際の各種条件が異なり、各種運用の改善、スラスターへの対策を実施しているため、今後計画している衛星に影響はない見込みである。
EBITDA（経常損益に支払利息、減価償却費を加えて算出される利益）は、2023年10月より初の商用機の6号機の運用を開始して減価償却費が増加。第3四半期より黒字転換し、2024年4月には5号機の定常運用も開始。最終的に4億2600万円の黒字となった。
2025年5月期の通期業績予想は保守的な予想であった。売上高は2028年5月期を納期とする防衛省向け衛星試作・開発の売上が工事進行基準により計上開始され、前期比+91.2%の31億6000万円、営業損益は衛星増加による減価償却費の増加により前期比97.1%減の1000万円、経常利益は銀行借入額増加により支払い利息が増加したことで、前期比-4億9700万円の▲2億9000万円となり赤字転換、純損益は前期比+1億1700万円の▲3億1000万円となり赤字縮小となる見通し。
EBITDAは前期比+71.2%の7億3000万円となる。減価償却費が増加し、下期の経常利益黒字復帰を見込む。2025年4月以降の画像データ販売は契約未締結のため織り込まず、各種不確実性に対する備えとする。
決算説明資料中で、QPS-SAR10号機と11号機の打ち上げについて契約先は非公開だが、打ち上げ事業者と締結済みであると発表した。更に、今後の官公庁向けの拡販に資する東京拠点を新設することを2025年5月期中に計画していることを公表した。
同日に国立研究開発法人宇宙航空研究開発機構（JAXA）が進める「小型技術刷新衛星研究開発プログラムにおいて発出された研究課題「衛星オンボード高精度単独測位技術（PPP）の軌道上実証研究」提案公募でQPS研究所の提案が採択され、共同研究契約を締結したことを発表した。補助金は7億8500万円（税抜）で、研究期間は2026年5月期まで。今回の共同研究では、実証に必要となるJAXAの提供する機器類をQPS研究所が製造する小型SAR衛星の「QPS-SAR10号機」に搭載してオンボードPPP技術の軌道上実証を行うと共に、この技術を活用した新たなサービス構想を協力して実証することを目的としている。この研究では、軌道上のQPS-SAR内で高性能な計算機と高精度に衛星軌道位置情報を得る高精度単独測位技術（Precise Point Positioning、略称PPP）を組み合わせ実験した結果を分析し、このオンボードPPPのアルゴリズムを積極的に改善し書き換える技術実証を行う。一連の実証を軌道上で行うことにより、従来の地上で開発して宇宙で実証するサイクルより圧倒的に早いアルゴリズムの最適化を目指す。
同年7月22日に、2月7日に発表した新しい研究開発拠点の進捗状況に旧産学官連携施設の貸受候補者として決まった後に各設備の専門家と共に更なる現地調査を進めたところ、設備に不具合があり、稼働時期が遅れる懸念が発生したため、当初の予定ではこの工場が完成した後に更なる工場の拡充をする計画で検討していた候補地に先に福岡市近郊に新拠点を設けることとなった。新拠点の具体的な所在地や面積、投資費などは非公表だが、現工場の10倍の面積があり本社や最寄り駅に近く好立地であると公表している。秋に新研究開発拠点の稼働を予定している。IMVの振動試験装置を導入することで、開発・製造スピードが向上することが期待されている。
同日に開催された取締役会で、8月28日に開催される株主総会をもって代表取締役副社長COOの市來敏光が、健康上の理由で退任することが決まった。退任後は代表権を有さない顧問に就任する予定である。
同年8月16日に、QPS-SAR8号機の打ち上げ日程が決まり、8月17日3時20分（日本時間）となった。打ち上げ射場はアメリカ合衆国カリフォルニア州のヴァンデンバーグ宇宙軍基地に決まった。

### QPS-SAR 8号機 「アマテル-Ⅳ」
QPS-SAR 8号機の「アマテル-Ⅳ」は、2024年（令和6年）8月17日3時56分（日本時間）にアメリカ合衆国カリフォルニア州サンタバーバラ郡にあるヴァンデンバーグ宇宙軍基地から、SpaceXのファルコン9「Transporter-11」に乗せて打ち上げられた。打ち上げは無事に成功し、6時32分（日本時間）に予定されていた軌道に投入された。その約2時間後には、初交信に成功した。衛星の各機器が正常に作動し、衛星の健康状態が良いことを確認できた 。同日の夜に収納型アンテナの展開を実行し、機器の動作情報ならびにジャイロなどのセンサー類、アンテナの一部を撮影した衛星のセルフィー画像を総合的に検討した結果、アンテナを無事に展開したことを確認できた。
同年9月15日21時55分（日本時間）に、ファーストライトの取得に成功した。ファーストライトでは愛知県名古屋市のナゴヤ球場と東海道新幹線の線路に名古屋駅、更に庄内川や名古屋城も観測された。
同年9月17日22時10分（日本時間）には、高精細モード（スポットライトモード）による取得画像が取得された。アジマス分野能は46cm、レンジ分解能は観測条件によって変動する。取得画像では神奈川県海老名市と厚木市の市境を流れる相模川を中央に観測された。画像の左側に高速道路が走り、海老名ジャンクションが確認され、河川の周りにある公園や自然豊かな様子も記録されていた。
同年10月28日に、福岡市近郊に新設する研究開発拠点の名称が社内公募により「Q-Space Innovation Palace」略して「Q-SIP（キューシップ）」に決まった。「Q」はQPS研究所の会社名と同じくQ-shu（九州）から、「SIP」は「シップ」と発音することから宇宙のイメージで、皆で同じ船に乗りこんで研究やイノベーションの航海に出るという意味が込められている。Q-SIPは、従来の工場の10倍以上の面積の4510㎡のワンフロアであり、全ての製造関連装置・設備を設置する。これはテニスコート約23面分に相当する。広い建屋内の隅にクリーンルームが設置されており、高い質の衛星を製造するのに頼もしい存在となった。従来の工場は、同時に作れる衛星が2機まで、年間では4機にとどまっていたが、新拠点では年間で10機を製造できるようになる予定。設備の移設工事、クリーンルーム、執務スペース施工を行なっており、同年11月から稼働開始で順次業務を始めていき2025年（令和7年）1月以降に全ての移設を終え、本格稼働となる予定である。
同年11月29日に国立研究開発法人宇宙航空研究開発機構（JAXA）に創設された「宇宙戦略基金」より、総額最大950億円を配布する技術開発テーマ「商業衛星コンステレーション構築加速化」で公募された「小型SAR衛星の量産加速化及び競争優位性確立に向けた機能強化」に採択された。技術開発課題の概要や補助金額は契約締結後・交付決定後に公表される予定である。なお、補助金による補助率は技術成熟度レベル（TRL）も市場成熟レベルも高いため、最大で3分の2である。
同年12月13日の参議院予算委員会補正予算案で、白坂亜紀参議院議員からの宇宙戦略基金の活用状況についての質問に対し、城内実内閣府特命担当大臣（クールジャパン戦略、知的財産戦略、科学技術政策、宇宙政策、経済安全保障）より宇宙戦略基金に採択された例として、QPS研究所が挙げられた。
2025年（令和7年）1月14日に開催された取締役会において、SMBC日興証券を割当予定先として第三者割当により第8回新株予約権（行使価額修正条項付）を発行することと、金融商品取引法に基づくファシリティ契約（行使停止指定条項付）の締結を決議した。割当日は同年1月30日であり、発行する新株予約権は92800個、つまり潜在株式数は928万株となる。行使期間は2025年1月31日から2028年（令和10年）1月31日の3年間であり、当初行使価額は1月14日の直前営業日（1月10日）の終値の1169円となる。下限行使価額はその価格の60%にあたる702円。行使価額は本新株予約権の各行使請求の効力発生日に、その日の直前営業日の終日の売買高加重平均価格（VWAP）の92.0%に相当する金額（円位未満小数第2位まで算出し、小数第2位を切り上げた金額）に修正される。なお修正後の価額が下限行使価額を下回る場合には、下限行使価額を修正後の行使価額とする。本新株予約権の行使によって手取り概算額108億7115万400円を調達できる（当初行使価額で全ての新株予約権が行使されたと仮定した場合の金額）。今回調達する資金は小型SAR衛星に係る設備資金（製造及び打上げ費用等）に102億100万円を充てて、より希望する軌道に衛星を投入し、衛星コンステレーションの構築計画の蓋然性を高めるためにQPS研究所の専用便を利用することを今回発表した事により、18号機までの資金が40億円増加した分に充てた上で、残余分を19号機から28号機の設備資金の一部に充てる予定である。更に新研究開発拠点の「Q-SIP」の試験・研究開発設備に係る設備資金に3億3000万円を充てる予定である。そして宇宙戦略基金で採択された「小型SAR衛星の量産加速化及び競争優位性確立に向けた機能強化」の実行にあたり、自己負担分の資金を確保するために3億4000万円を充てる予定であり、現行QPS-SARの更なる競争優位性に向けた機能強化に係る費用に充当し、次世代QPS-SARに必要な技術開発を推進する予定である。
同年1月31日に、第8回新株予約権の発行により、筆頭株主の大西俊輔が保有する株式の一部（36万株）について割当先のSMBC日興證券へ貸株を行うことが決まった。当該株券貸借取引はSMBC日興證券が本新株予約権の行使により取得することとなる普通株式の数量の範囲内で行う普通株式の売付けを目的としたもので、他の目的で使用されないことをSMBC日興證券との間で改めて確認した。株式異動は同年2月3日に行う予定で、異動後も筆頭株主は大西俊輔である。
同年2月5日（日本時間）に、アメリカのRocket Lab（ロケット・ラボ）と、QPS-SAR衛星4機分の打上げに関して契約を締結した。エレクトロンに各1機ずつ搭載され、2025年から2026年（令和8年）にかけて4回に分けて打上げられる予定である。なお4機連続でエレクトロンで打上げられるのではなく、他社のロケットと調整する予定である。
同年2月12日に第8回新株予約権の大量行使が発表された。今回は発行総数の20.10%である18649個が行使され、16億8692万2260円を調達した。
同年2月25日、新研究開発拠点の「Q-SIP」において初めてとなる衛星のQPS-SAR9号機が完成したことを公表した。同日に社長の大西俊輔は福岡県庁に服部誠太郎知事を訪ね、人工衛星の完成を報告した。なお新拠点の本格稼働は当初予定からやや遅れ3月からとなる。
同年2月28日（日本時間）にアメリカのRocket Lab（ロケット・ラボ）と、更にQPS-SAR衛星4機分の打上げに関して新たに契約を締結した。エレクトロンに各1機ずつ搭載され、この契約により2025年中に6機、2026年中に2機が打上げられる予定となった。なお8機連続でエレクトロンで打上げられるのではなく、他社のロケットと調整する予定である。
同年3月3日に第8回新株予約権の行使の進捗状況が発表された。今回は8365個行使され、新たに7億1506万260円を調達した。これで新株予約権の発行総数の29.11%が行使され、合計調達額は24億198万2520円となった 。同日に公開されたFAQにおいて、2月28日に公表された衛星4機分の契約には、未公開であった2機分の打上げ契約は含まれていないと明かしている。
翌日の3月4日に、QPS-SAR9号機の打上げの日程が設定され、打上げ射場はニュージーランドのマヒア半島にあるロケット・ラボ第1発射施設に決まった。3月10日9時（日本時間）以降に打上げられ、高度575kmの中傾斜軌道に投入される予定である。今回の中傾斜軌道は「ツクヨミ」の軌道とは別の軌道であるため、9号機は強い正義感を持ち、勇敢さと知恵を併せ持つ神様である須佐之男命（スサノオノミコト）にちなみ、「スサノオ-Ⅰ」と名付けられた。ミッション名は「The Lightning God Reigns」（稲妻の神が君臨する）である。
同年3月6日、2月28日より、同年2月26日から岩手県大船渡市で発生していた大船渡市山林火災の状況について観測を実施しており、災害対応、復旧復興への対応のために役立ててもらうべく、画像データを政府機関、自治体、防災関連機関向けに無償提供する事を発表した。
同年3月13日に第8回新株予約権の行使の進捗状況が発表された。今回は10009個行使され、新たに8億5363万1220円を調達した。これで新株予約権の発行総数の39.90%である37023個行使され、合計調達額は32億5561万3740円となった。

### QPS-SAR 9号機 「スサノオ-Ⅰ」
QPS-SAR 9号機の「スサノオ-Ⅰ」は、2025年（令和7年）3月15日9時00分（日本時間）にニュージーランドのマヒア半島のロケット・ラボ第1発射施設から、Rocket Labのロケットのエレクトロンで打ち上げられた。打ち上げは無事に成功し、9時55分（日本時間）に予定されていた軌道に投入された。その約90分後には、初交信に成功した。衛星の各機器が正常に作動し、衛星の健康状態が良いことを確認できた。翌16日の朝に収納型アンテナの展開を実行し、機器の動作情報ならびにジャイロなどのセンサー類、アンテナの一部を撮影した衛星のセルフィー画像を総合的に検討した結果、アンテナを無事に展開したことを確認できた。
同年4月3日15時1分（日本時間）に、ファーストライトの取得に成功した。ファーストライトで高精細モード（スポットライトモード）による取得画像が取得されたのは初めての事である。ファーストライトでは熊本県阿蘇市の阿蘇山の中岳火口付近と、阿蘇郡南阿蘇村の草千里ヶ浜にある草千里レストハウスの草千里ヶ浜駐車場に並ぶ車が観測された。アジマス分野能は46cm、レンジ分解能は観測条件によって変動する。
同年3月24日に、国立研究開発法人宇宙航空研究開発機構（JAXA）の「宇宙戦略基金」より2024年11月29日に採択された技術開発テーマ「商業衛星コンステレーション構築加速化」の公募の技術開発課題「小型SAR衛星の量産加速化及び競争優位性確立に向けた機能強化」の詳細が公表された。実施期間は2029年（令和11年）3月までであり、その内2026年度に設けられたステージゲート評価が終了する2027年（令和9年）3月までの経費を対象にした補助金が84億6500万円となった。なお2029年3月までの支援上限額は非公表であり、この当初交付金額は実施期間に対して比例案分した金額ではない。当初交付対象期間（2027年3月まで）に必要な資金の大半を自己資金で充当する計画であり、この当初交付金額は主にQPS-SAR22号機以降の製造及び打上げ費用等に充当する予定である。
同年3月27日に、2023年（令和5年）2月8日に国立研究開発法人宇宙航空研究開発機構（JAXA）と締結した2026年（令和8年）9月までの研究の「軌道上エッジコンピューティング技術の軌道上実証研究」を、ソフトウェアプラットフォームを搭載したオンボード高性能計算機（OBC）の搭載衛星の打上げ計画について、JAXAとの調整が完了したため変更契約を締結した。当初の受注金額は1億7400万円で、変更後は13億7700万円に変更されたと発表されたが、額に誤りがあった事が判明し、同年4月24日に15億4800万円に訂正した。
同年3月28日に第8回新株予約権の行使の進捗状況が発表された。今回は15604個行使され、新たに13億3656万460円を調達した。これで新株予約権の発行総数の56.71%である52627個行使され、合計調達額は45億9217万4200円となった。
同年3月31日に、内閣府の令和7年度 小型SAR衛星コンステレーションの利用拡大に向けた実証（その1-1）と（その1-2）を落札したことを発表した。落札額は8億5600万円（税抜）で、納期は2026年3月である。これで令和4年度、令和5年度、令和6年度に続いて4年連続でQPS研究所が落札した。
同年4月2日に第8回新株予約権の行使の進捗状況が発表された。今回は14000個行使され、新たに11億4996万円を調達した。これで新株予約権の発行総数の71.80%である66627個行使され、合計調達額は57億4213万4200円となった。
同年4月8日に第8回新株予約権の行使の進捗状況が発表された。今回は11750個行使され、新たに9億2214万円を調達した。これで新株予約権の発行総数の84.46%である78377個行使され、合計調達額は66億6427万4200円となった。
同年4月10日に第8回新株予約権の行使の進捗状況が発表された。今回は9371個行使され、新たに7億7451万3150円を調達した。これで新株予約権の発行総数の94.56%である87748個行使され、合計調達額は74億3878万7350円となった。
同年4月21日、防衛・諜報関連の情報を専門とするフランスの「インテリジェンス・オンライン」は、日本政府がウクライナ国防省の情報機関であるウクライナ国防省情報総局に人工衛星の地理空間データを提供することに同意したと報道。ウクライナ国防省情報総局と締結した協定には、QPS研究所が画像データを提供してウクライナの情報プラットフォームに統合することが規定されていると報じられた 。しかし同年4月24日にQPS研究所はRIAノーボスチに対し、同社がウクライナの軍事情報機関に衛星地理空間データを提供しているという報道は事実ではないと否定した。
同年4月25日に第8回新株予約権の行使の進捗状況が発表された。今回は5052個行使され、新たに5億5240万3120円を調達した。これで新株予約権は全て行使され、新株予約権の行使による合計調達額は79億9119万470円となった。払込金額3183万400円と合わせて80億2302万870円を調達した。有価証券上場規程施行規則第436条第5項に定める制限（新株予約権発行時の発行済株式総数の10%が1カ月あたりの行使制限）超過行使が可能になる条件のうち、行使価額が発行決議日の終値以上になったため、月間で10%ルールの制限を超えて行使できる条件を満たした。
同年5月6日に、QPS-SAR10号機の打上げの日程が設定され、打上げ射場はニュージーランドのマヒア半島にあるロケット・ラボ第1発射施設に決まった。5月17日17時15分（日本時間）以降に打上げられ、高度575kmの中傾斜軌道に投入される予定である。今回の中傾斜軌道は「ツクヨミ」や「スサノオ」の軌道とは別の軌道であるため、10号機は海上守護や交通安全などを司る重要な神様である大綿津見神（オオワタツミノカミ）にちなみ、「ワダツミ-Ⅰ」と名付けられた。ミッション名は「The Sea God Sees」（海神は見る）である。

### QPS-SAR 10号機 「ワダツミ-Ⅰ」
QPS-SAR 10号機の「ワダツミ-Ⅰ」は、2025年（令和7年）5月17日17時17分（日本時間）にニュージーランドのマヒア半島のロケット・ラボ第1発射施設から、Rocket Labのロケットのエレクトロンで打ち上げられた。打ち上げは無事に成功し、約50分後に衛星分離に成功。その約30分後には、初交信に成功した。衛星の各機器が正常に作動し、衛星の健康状態が良いことを確認できた。翌18日の夕方に収納型アンテナの展開を実行し、機器の動作情報ならびにジャイロなどのセンサー類、アンテナの一部を撮影した衛星のセルフィー画像を総合的に検討した結果、アンテナを無事に展開したことを確認できた。
同年6月6日4時17分（日本時間）に、ファーストライトの取得に成功した。高精細モード（スポットライトモード）による取得画像となったファーストライトでは福岡県久留米市の筑後川と、西日本鉄道の花畑駅周辺と線路の架線柱、架線ビームまで観測された。更に、久留米総合スポーツセンターや久留米市野球場などの運動施設に、画像の下部では広大な田畑が観測された。アジマス分野能は46cm、レンジ分解能は観測条件によって変動する。
同年6月下旬に10号機に搭載したオンボードPPP（高精度単独測位）実証機の初期機能確認をした結果、オンボードPPP実証機を構成するGNSS受信機やオンボードコンピュータ（H2-OBC）等が正常に動作し、GNSS受信機で取得した軌道上データを使用してH2-OBC上で動作する「低軌道衛星用高精度単独測位ソフトウェア（MALIB-LEO）」が測位演算結果を正常に出力することが確認された。これまで軌道上でリアルタイムに得られる軌道決定精度よりも1桁以上精度の良い、センチメートル級の軌道決定精度を実現する「オンボードPPP技術」に関する軌道上実証実験を行う準備が整った。軌道上実証実験は、第一宇宙技術部門が主導し、8月下旬以降に開始する予定。
同年6月4日に、QPS-SAR11号機の打上げの日程が設定され、打上げ射場はニュージーランドのマヒア半島にあるロケット・ラボ第1発射施設に決まった。6月11日0時45分（日本時間）以降に打上げられ、高度575kmの中傾斜軌道に投入される予定である。今回の中傾斜軌道は「ツクヨミ」や「スサノオ」などの軌道とは別の軌道であるため、11号機は日本の国土のおよそ3/4を占める山地を守護する重要な神様である大山津見神（オオヤマツミノカミ）にちなみ、「ヤマツミ-Ⅰ」と名付けられた。ミッション名は「The Mountain God Guards」（山の神の衛兵）である。
同年6月5日から、昨年度に続き鹿児島県立楠隼中高一貫教育校の楠隼高の「シリーズ宇宙学」の一環として、宇宙ビジネス人材の育成を目指した特別講義を実施することが決まった。2025年は全6回に増やし（2024年は全5回）、講義内容も衛星・データ関連のみならロケット・衛星等の宇宙機のみならず九州で宇宙食・生活関連ビジネスを目指す事業者、更に鹿児島県内企業と衛星データ実証を実施している東京大学発スタートアップも新たに参画することになった。

### QPS-SAR 11号機 「ヤマツミ-Ⅰ」
QPS-SAR 11号機の「ヤマツミ-Ⅰ」は、2025年（令和7年）6月12日0時31分（日本時間）にニュージーランドのマヒア半島のロケット・ラボ第1発射施設から、Rocket Labのロケットのエレクトロンで打ち上げられた。打ち上げは無事に成功し、約50分後に衛星分離に成功。その約35分後には、初交信に成功した。衛星の各機器が正常に作動し、衛星の健康状態が良いことを確認できた。同日の夜に収納型アンテナの展開を実行し、機器の動作情報ならびにジャイロなどのセンサー類、アンテナの一部を撮影した衛星のセルフィー画像を総合的に検討した結果、アンテナを無事に展開したことを確認できた。
同年7月1日11時31分（日本時間）に、ファーストライトの取得に成功した。高精細モード（スポットライトモード）による取得画像となったファーストライトでは長崎県長崎市の全体を撮影し、西側に稲佐山、中央に長崎県営野球場や平和公園、長崎駅を捉え、また、山の稜線、斜面に立ち並ぶ建物、港を行き交う船などが細かく観測された。アジマス分野能は46cm、レンジ分解能は観測条件によって変動する。

## QPS研究所のサステナビリティ
QPS研究所は「宇宙産業を九州に根付かせる」ことを目的に創業され、2013年（平成25年）に創業者の愛弟子にその志とともに受け継がれた。そのミッションを達成する為にQPS-SARプロジェクトを立ち上げ、その先の「宇宙の可能性を広げて人類の発展に貢献する」ことを見据えて邁進している。「誰一人取り残さない」持続可能でよりよい社会の実現を目指すSDGsの理念は、QPS-SARプロジェクトや活動によって叶えたい未来と一致している。

### 衛星データ活用で人類の課題を解決
QPS-SARは世界最高クラスの分解能・最高画質で観測でき、衛星36機のコンステレーションで地球のほぼどこでも任意の場所を平均10分間隔で観測できるようになる予定である。準リアルタイムマップという新しいインフラを作る可能性のある衛星データは未来を大きく変える力を持つ。
悪天候時に、夜間でも即時に状況を確認し、早期の被害把握・対策立案が可能であり、農業・漁業の効率性・生産性を向上させ豊かさを守り、建物や線路能のインフラの劣化の早期発見にも役立つ。更にグローバルな経済動向や状況変化を可視化することによる将来予測が可能になる。

### 衛星開発で地域の発展を
QPS研究所は、2000年はじめから宇宙技術をを伝承し育成してきた北部九州を中心とする、全国25社以上のパートナー企業と共に衛星開発を行なっている。

### 衛星開発で担う責任
QPS-SARの寿命は5年であり、運用終了後は宇宙デブリ対策として、速やかに衛星を軌道から離脱させ大気圏に突入できるように、3号機以降スラスターを搭載している。

### QPS研究所の取り組み
QPS研究所は次世代を担う子供たちに宇宙産業に興味を持ってもらうために、学校講演会やコラボワークショップ、宇宙に関する企画展などの教育イベントに積極的に参加＆実施している。

### 女性の活躍推進
2022年（令和4年）1月28日に女性の活躍推進に積極的に取り組む企業として 「えるぼし認定（2つ星）」を取得した。
QPS研究所は「採用」「労働時間等の働き方」「管理職比率」「多様なキャリアコース」の項目が規定の水準に達していることが評価され、3段階中の2段階目である「2つ星」に認定された。

## 受賞歴
2015年（平成27年）7月17日、「Tech in Asia road to Tokyo」でPR Times賞を受賞。
2018年（平成30年）3月6日、福岡県ベンチャービジネス支援協議会が開催する「フクオカベンチャーマーケット大賞2018」で大賞を受賞。
2018年（平成30年）3月15日、「第4回九州未来アワード」で審査員特別賞の「未来産業集積賞」を受賞。
2018年（平成30年）10月19日、福岡国際会議場で行われた、
九州・山口ベンチャーマーケット2018(KVM2018)でベンチャー部門 大賞を受賞。
2019年（平成31年）3月13日、「第11回フクオカRuby大賞」でプログラミング言語mrubyを衛星へ組み込むQPS研究所の取り組みが大賞と、福岡県知事賞を受賞。
2021年（令和3年）8月5日、QPS-SARイザナミ　プロジェクトチームが、一般財団法人日本航空協会の「空の日」航空関係者表彰で「空の夢賞」を受賞。
2022年（令和4年）3月18日、内閣府の「第5回宇宙開発利用大賞」の最高位　内閣総理大臣賞を受賞。
2024年（令和6年）7月31日、日本証券新聞社・JIA証券（80周年記念感謝の会）にて行われた「日本証券新聞IRアワード」で、新聞部門の「"夢"ある先端技術『宇宙関連』の注目企業」のテーマを受賞。
2024年（令和6年）11月26日、ディープイシューの解決に挑むディープテックベンチャーを表彰する「Deep Tech Venture of the Year 2025」のブースト部門（IPOやM&Aを経た企業）を受賞。
2024年（令和6年）12月10日、EY Japan主催の、より良い社会の構築を目指し、目標に向かって邁進するアントレプレナー（起業家）の努力と成功をたたえる国際的な表彰制度の「EY アントレプレナー・オブ・ザ・イヤー 2024 ジャパン」の日本大会で、「Regional Vitalization Leader 部門賞」を受賞。
2025年（令和7年）1月23日、デロイト トーマツ グループ が発表した、テクノロジー・メディア・通信（以下、TMT）業界の収益（売上高）に基づく成長率のランキング、「Technology Fast 50 2024 Japan」において、成長率は過去3回の四半期決算の収益（売上高）に基づいて算出され、8721.6%を記録し、50位中「第2位」を受賞した 。